# Russificació

Països del món on es parla rus

La russificació és l'adopció de l'idioma rus o aspectes de la cultura russa, voluntàriament o no, per comunitats no russes. En un sentit estricte, el terme "russificació" es fa servir per descriure la influència del rus sobre les llengües eslaves, bàltiques i altres idiomes que es parlen a les zones que controlava o controla Rússia. En un sentit històric, el terme es refereix a les polítiques (tant oficials com no oficials) de la Rússia Imperial i la Unió Soviètica en relació amb els seus components nacionals i les minories nacionals de Rússia, que tenien com a objectiu la dominació russa.
Les principals àrees d'influència de la russificació són la política i la cultura. En política, un element de russificació és la designació dels russos per ocupar llocs administratius en les institucions nacionals. En la cultura, la russificació es posa en relleu principalment en l'ús important del rus en els assumptes oficials i en la influència del rus sobre els idiomes nacionals. El desplaçament demogràfic a favor de la població russa també es considera generalment com una forma de russificació.
Alguns estudiosos diferencien russianització (entesa com l'expansió de la llengua, la cultura i el poble rus en regions de fora de Rússia), 'russificació' (entès com un procés de canvi de la pertinença ètnica d'una persona o identitat de no russa a russa. En aquest sentit, l'expansió de la llengua, la cultura i el poble rus (russianització) no s'ha de comparar amb assimilació cultural de no russos (russificació). Tot i que ambdós processos estan barrejats, l'un no condueix necessàriament a l'altre.